# Erythrodiplax avittata
Erythrodiplax avittata – gatunek ważki z rodziny ważkowatych (Libellulidae).